# Karl Bugge
Karl Ludvig Tørrisen Bugge (5. februar 1840 i Kristiania - 3. november 1916 sammesteds) var en norsk jurist og forfatter.
Bugge blev cand. jur. 1864, Højesteretsadvokat 1870, bosat som sagfører i Trondhjem 1865—86, administrerende direktør for Trondhjems Realkreditbank 1874—86, for Realkreditbanken i Kristiania 1886—1902. Efter at have været medlem af Trondhjems kommunestyre 1879—83 og byens ordfører 1882, var han, valgt af Høyre, Trondhjems og Levangers repræsentant på Stortinget i de to perioder 1883—88. 1891—95 var han formand i en departemental komité om konkurslovgivningens revision, 1887—91 statsrevisor. Bugge er en af de få i Norge, som har viet frimureriets historie dyberegående studier. Han har på dette område skrevet blandt andet et grundlæggende arbejde om det norske frimureris historie i jubilæumsskriftet Sankt Johannes-Logen Sankt Olaus til den hvide Leopard i Kristiania (1907) og bind I af et større værk om Det danske Frimureries Historie (1909—10).